# Jan Krüger
Jan Krüger, né en 1973 à Aix-la-Chapelle, est un réalisateur et scénariste de cinéma allemand.

## Biographie
Après des études en physique et en sciences sociales à la RWTH d'Aix-la-Chapelle, il étudie le cinéma à l’école des médias (Kunsthochschule für Medien) de Cologne.
Son court-métrage de fin d’études, Freunde, reçoit le Lion d’Argent au Festival de Venise de 2001. Le film, qui raconte l’histoire de deux garçons de seize ans qui font ensemble leurs premières expériences, est également nommé au Prix du film européen et au Prix allemand du court-métrage.
Le premier long-métrage de Krüger, Unterwegs (titre international : En route), sorti en 2004, confirme la percée du jeune réalisateur. Le film met en scène un jeune couple dont la vie est bouleversée par un jeune homme rencontré pendant les vacances d’été.
En 2007 paraît un DVD réunissant quatre courts-métrages, Verführung von Engeln. Chacun met en scène une relation amoureuse entre hommes, thème principal de l’œuvre de Krüger.

## Filmographie
- 2001 : Freunde
- 2004 : Unterwegs (En route)
- 2006 : Tango apasionado
- 2007 : Hotel Paradijs
- 2009 : Rückenwind (Pente douce)
- 2011 : Auf der Suche (A la recherche de Simon)
- 2016 : Die Geschwister